# Verdensbefrierne
Verdensbefrierne er en amerikansk stumfilm fra 1921 af Wallace Worsley.

## Medvirkende
- Leatrice Joy som Lilith
- John Bowers som Forrest
- Lon Chaney som Farallone
- Hardee Kirkland som Morbius
- Edwin N. Wallack som Chemist
- Raymond Hatton
- Roy Laidlaw
- Cullen Landis